# La Cluse
La Cluse era una comuna francesa situada en el departamento de Altos Alpes, de la región de Provenza-Alpes-Costa Azul, que el 1 de enero de 2013 pasó a ser una comuna delegada de la comuna nueva de Le Dévoluy al fusionarse con las comunas de Agnières-en-Dévoluy, Saint-Disdier y Saint-Étienne-en-Dévoluy.

## Historia
El 17 de abril de 2014, la comuna delegada de La Cluse fue suprimida por decisión de la junta de gobierno del ayuntamiento de la comuna nueva de Le Dévoluy.

## Demografía
| Gráfica de evolución demográfica de La Cluse entre 1800 y 2014 |
|                                                                |

Los datos demográficos contemplados en este gráfico de la comuna de La Cluse se han cogido de 1800 a 1999 de la página francesa EHESS/Cassini, y los demás datos de la página del INSEE.